# Richard Mutz

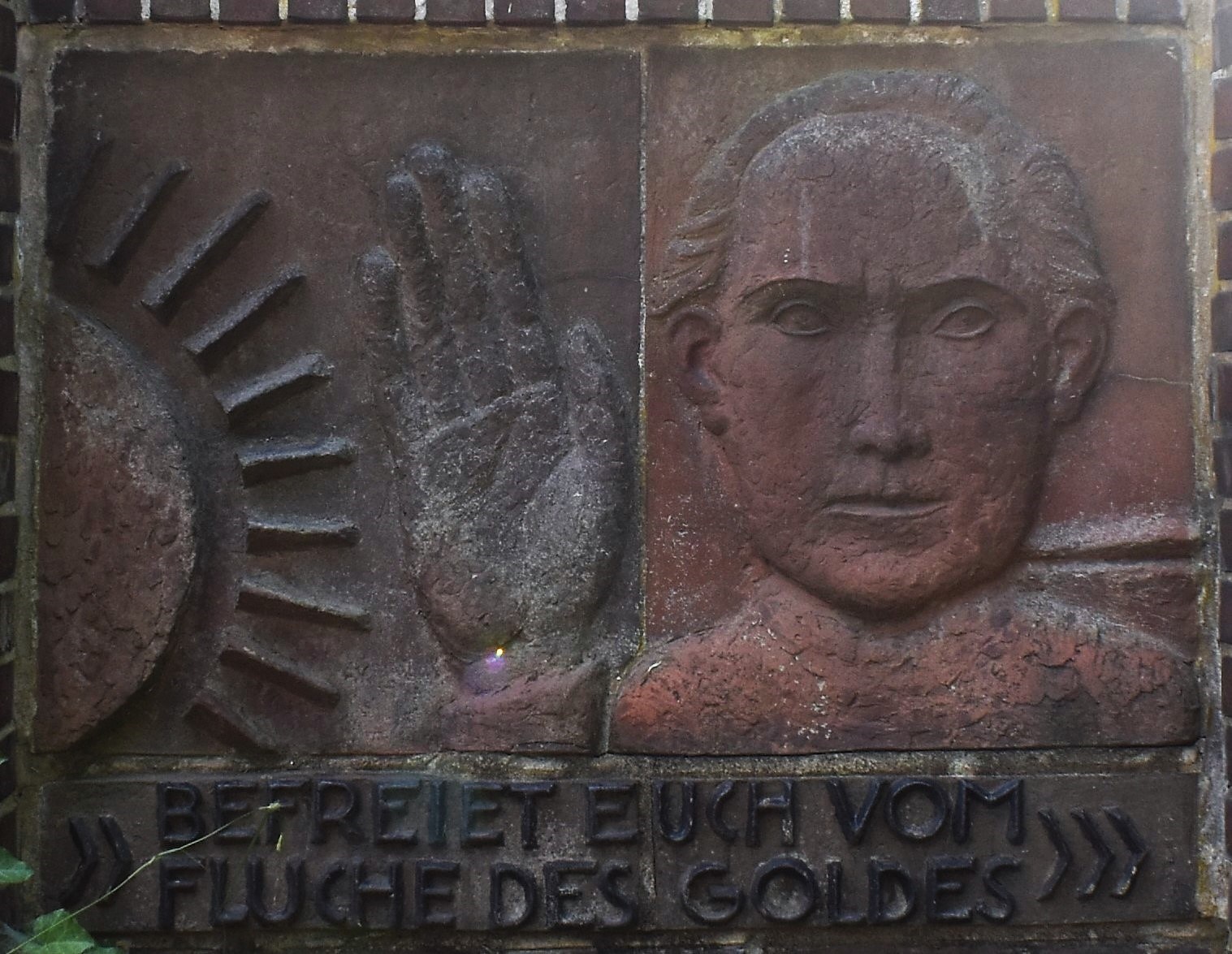
Ausschnitt Grabstein mit Selbstporträt

Richard Mutz (* 22. August 1872 in Altona; † 4. November 1931 in Alt Ruppin) war ein Keramiker der Jugendstil-Zeit, bekannt für seine Laufglasuren, Mitglied des Deutschen Werkbunds und Mitbegründer der Kunsthandwerkersiedlung in Gildenhall. 

## Leben und Werk

### Ausbildung
Richard Mutz war der erste Sohn unter drei Geschwistern des Töpfermeisters und Ofenfabrikanten Hermann Mutz und seiner Frau Marie Auguste, geb. Semmelhaack. Nach dem Besuch des Oberrealgymnasiums Altona bis zur Obertertia begann er bei seinem Vater eine Töpferlehre und besuchte gleichzeitig die Gewerbeschule am Steintorplatz in Hamburg, wo er Chemieunterricht erhielt. Einer seiner Mitschüler war Ernst Barlach, mit dem er später künstlerisch zusammenarbeiten sollte.

### Entwicklung der Laufglasuren, Zusammenarbeit mit Barlach
Nach seinem früher üblichen Wanderjahr wurde er 1896 als Teilhaber und Meister im Betrieb seines Vaters aufgenommen. Dort entwickelte er neuartige farbige Laufglasuren für Tonwaren und Steinzeug nach japanischem Vorbild.
Im April 1899 eröffnete das Museum für Kunst und Gewerbe in Hamburg eine Ausstellung mit Mutz-Keramik. Die Erzeugnisse der Werkstatt Hermann Mutz sind mit dem Stempel Mutz Altona und von 1913 bis 1929 mit Mutz Wwe. Altona gekennzeichnet.
Im Jahr 1904 trat Richard Mutz aus der väterlichen Werkstatt in Altona aus, zog nach Berlin und gründete eine keramische Kunstwerkstatt in Wilmersdorf: die „Keramische Kunstwerkstätten Richard Mutz“ und kennzeichnete seine Werke fortan mit eigenem Stempel. In Berlin war zu der Zeit die blanke Majolika-Platte vorherrschend. Richard Mutz schuf eine halbmatte Glasur mit zufällig bewegter Oberfläche auf handgefertigten Scheiben. Aufgrund seiner guten Kenntnisse in der Chemie konzentrierte er sich auf die Durchbildung der Glasuren, die zu der wetterbeständigen Mutz-Keramik führten. Es kam zur Zusammenarbeit mit den Bildhauern Richard Kuöhl und Johannes Bossard, deren Brunnenentwürfe er umsetzte.
Ernst Barlach stellte 1907 im Frühjahrssalon der Berliner Secession die von Richard Mutz ausgeformten farbigen Terrakotten Russische Bettlerin mit Schale und Blinder Bettler aus. Sie bilden den Höhepunkt von Barlachs Zusammenarbeit mit Mutz' Keramikwerkstatt. Mutz betrieb von 1904 bis etwa 1910 auch einen Kunstsalon.

### Mutz-Keramik für öffentliche Bauten

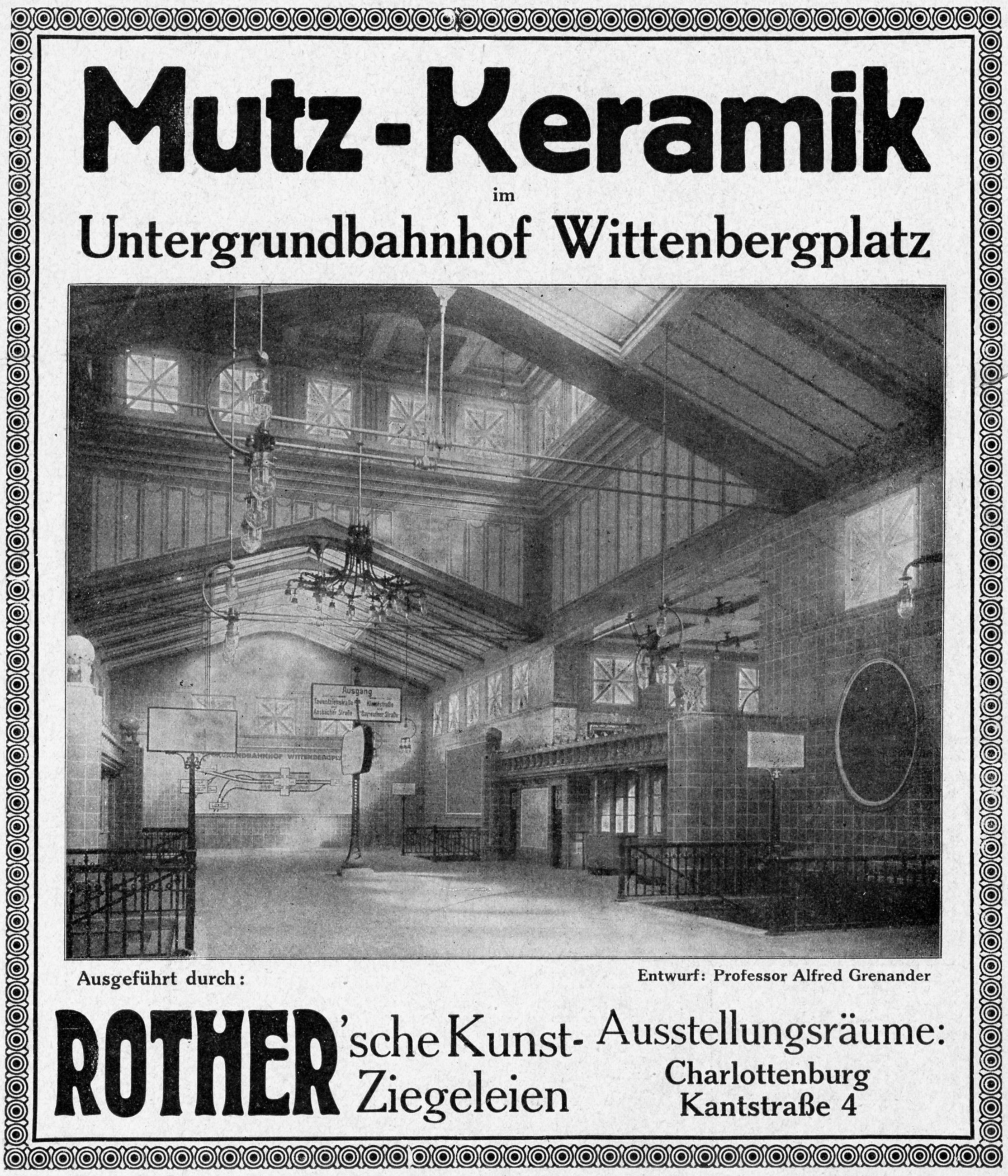
Werbeanzeige von Mutz mit dem U-Bahnhof Wittenbergplatz

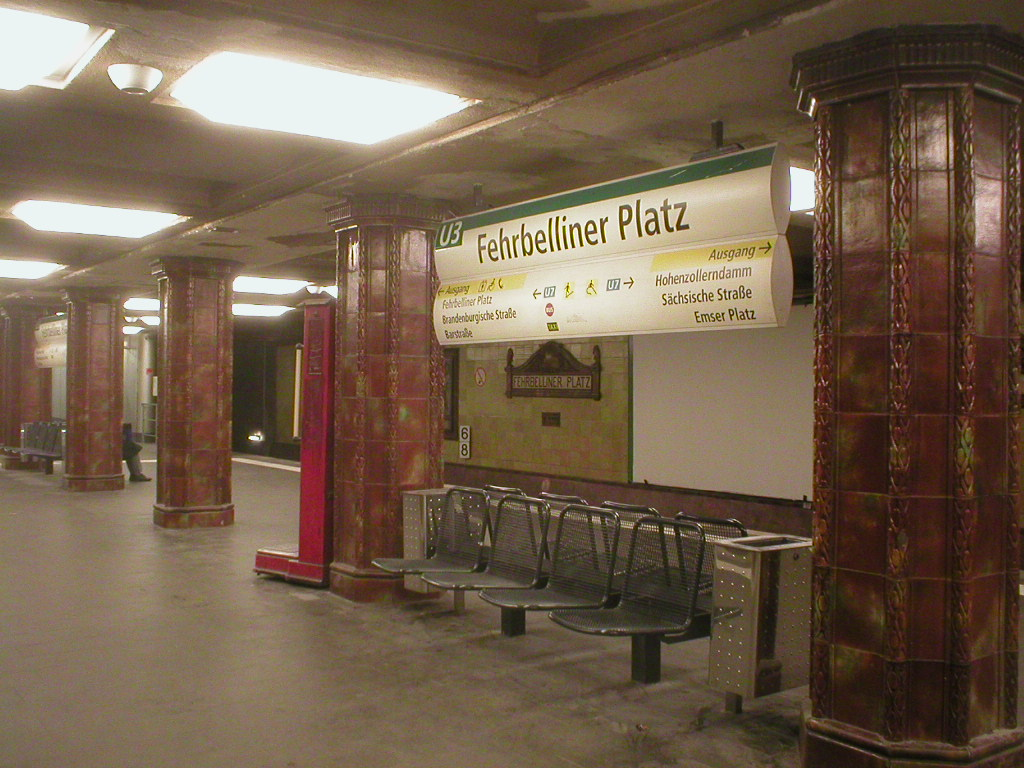
Aufwändige Säulenverkleidung (U3), hergestellt von Mutz & Rother

Ab 1908 verlegt er seine Werkstatt nach Liegnitz und ging eine Verbindung mit der Rotherschen Kunstziegelei ein. Mutz-Keramik wurde unter anderem verwendet für Wandbrunnen, Untergrundbahnhöfe und Häuserfassaden, Beispiele sind das Schurig-Haus in Hamburg (Architekten Lundt & Kallmorgen) und der U-Bahnhof Fehrbelliner Platz in Berlin. Die Herstellung dekorativer Keramik wie Vasen und Schalen trat in den Hintergrund. Seit 1912 war Mutz Mitglied im Deutschen Werkbund.
Im Jahr 1915 schied er aus seiner Firma aus und übernahm vom September 1915 bis Ende 1919 die Leitung der Großherzoglichen Majolika-Manufaktur in Karlsruhe. 1920 kehrte Mutz dann nach Berlin zurück und gründete bald darauf die Keramischen Werke Richard Mutz, Ofen- und Tonwarenfabrik in Velten, die 1922 in Konkurs gingen.

### Gildenhall

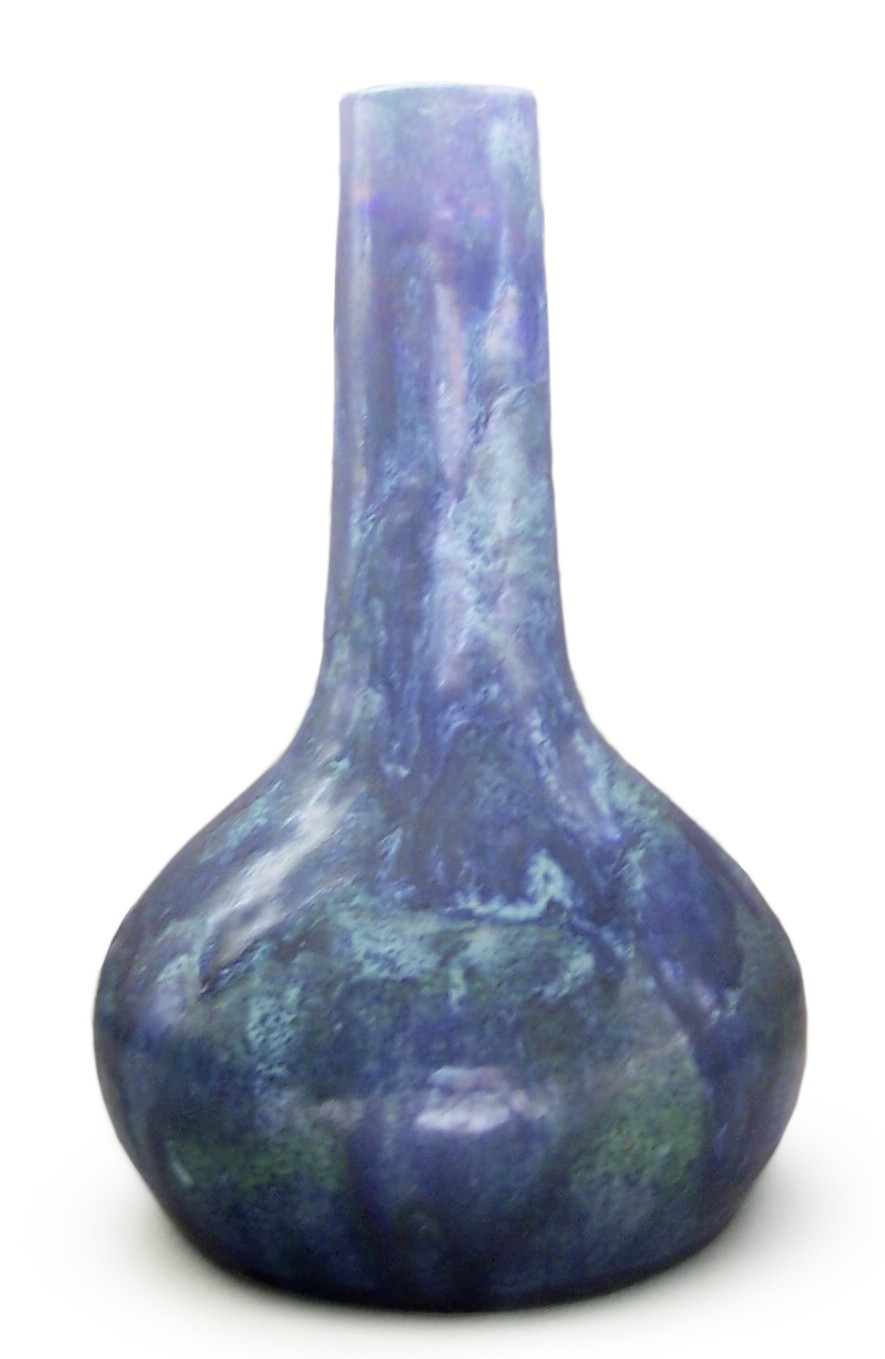
Vase aus Gildenhall, Privatbesitz

Schale, Privatbesitz

Richard Mutz zog 1923 mit seiner zweiten Ehefrau und Mitarbeiterin Käthe, geb. Havemann, in die neu gegründete Kunsthandwerkersiedlung Gildenhall bei Neuruppin und gründete erneut eine keramische Werkstatt. Mit anderen Kunsthandwerkern wie dem Kunstschmied Siegfried Prütz, dem Bildhauer Hans Lehmann-Borges und der Weberin Else Mögelin schloss er sich zur „Handwerkergesellschaft Gildenhall“ zusammen. Für Instandsetzungen am Ischtar-Tor und der Prozessionsstraße im Vorderasiatischen Museum in Berlin entwickelte er glasierte Ziegel in außergewöhnlicher Qualität und Farbtreue.
Richard Mutz studierte die Wirtschaftslehre Silvio Gesells und veröffentlichte 1929 im eigenen „Verlag für soziale Wirtschaftsordnung“, Gildenhall, die Schrift Soziale Geldordnung. Das Ende der Geldherrschaft des Kapitalismus.

### Letzte Jahre

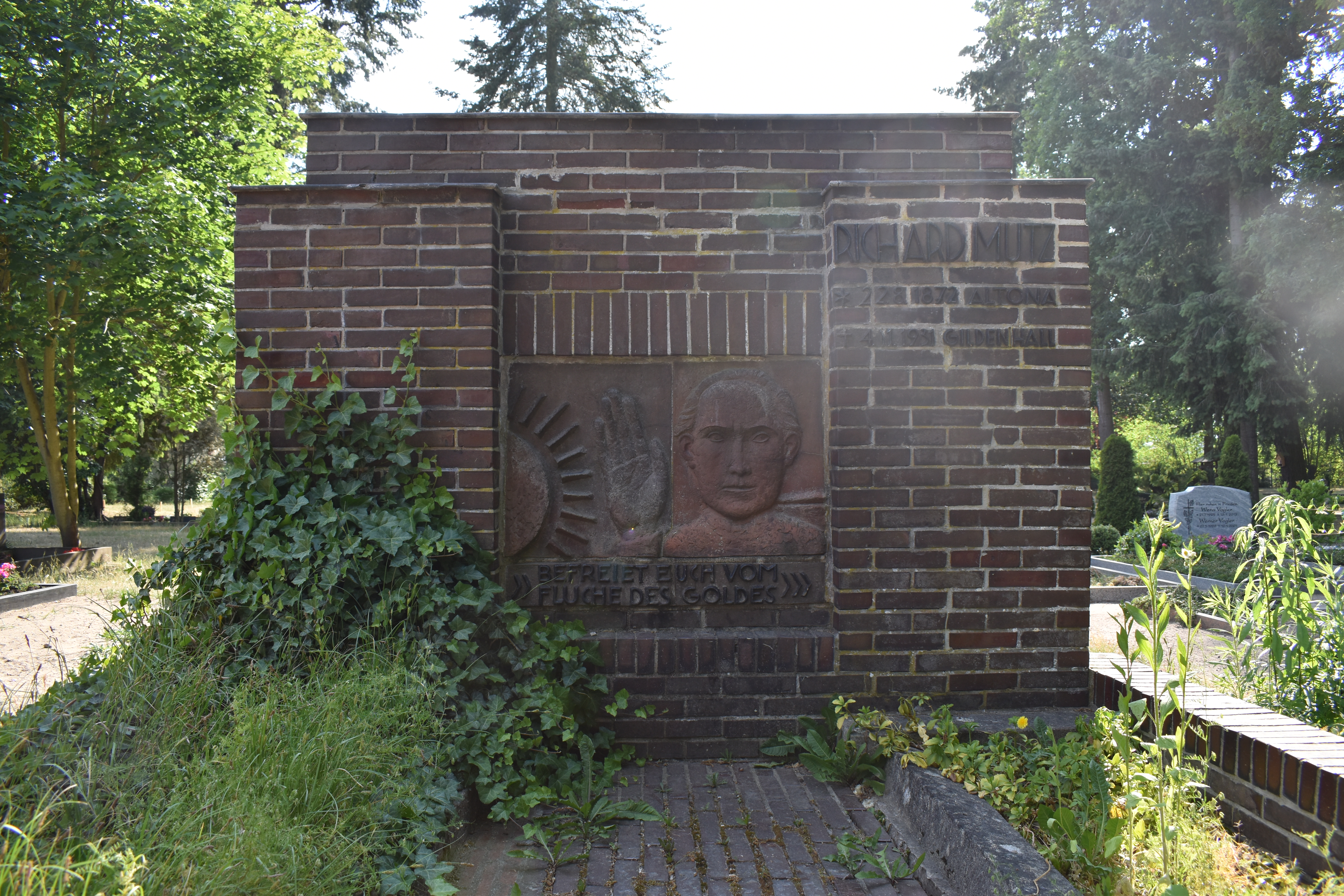
Grabstein, Friedhof Alt Ruppin

Seine keramische Werkstatt fiel 1929 der Rezession während der Weltwirtschaftskrise zum Opfer. Richard Mutz starb am 4. November 1931 an den Folgen einer Gasvergiftung in Alt Ruppin. Auf dem von ihm selbst entworfenen Grabstein auf dem Friedhof von Alt Ruppin findet sich neben einem Selbstporträt der Spruch: „Befreiet Euch vom Fluche des Goldes.“

## Ausstellungen
- Vom 22. März bis zum 20. Mai 2002 fand eine Ausstellung im Museum für Kunst und Gewerbe Hamburg statt, die den Keramiken des Familienunternehmens der Altonaer Keramikmanufaktur Mutz in der Grünestraße (sie existiert nicht mehr) und auch den Werken Richard Mutz' als eigenständigem Künstler gewidmet war.
- Von Januar bis März 2018 fand im Museum Neuruppin eine Ausstellung seiner Werke statt mit dem Titel „Meister der Glasur. Der Keramiker Richard Mutz in Gildenhall und Velten“[4]